# Gongxi
Gongxi är en ort i Kina. Den ligger i provinsen Hunan, i den södra delen av landet, omkring 390 kilometer väster om provinshuvudstaden Changsha. Antalet invånare är 970.
Runt Gongxi är det ganska tätbefolkat, med 155 invånare per kvadratkilometer. Närmaste större samhälle är Bangdong, 15,4 km söder om Gongxi. I omgivningarna runt Gongxi växer i huvudsak blandskog.
Genomsnittlig årsnederbörd är 1 671 millimeter. Den regnigaste månaden är maj, med i genomsnitt 276 mm nederbörd, och den torraste är december, med 46 mm nederbörd.